# صفحه پاناما
صفحه پاناما (انگلیسی: Panama Plate) یک صفحه زمین‌ساختی کوچک است که میان صفحه کوکوس و صفحه نازکا در جنوب و صفحه کارائیب در شمال احاطه شده است. بیشتر مرزهای این صفحه از نوع مرز همگرا بوده که در سمت غرب شامل یک منطقه فرورانش است. این صفحه در بیشتر بخش‌های خود منطبق بر کشورهای پاناما و کاستاریکا است.